# Belisana nahtanoj
Belisana nahtanoj is een spinnensoort uit de familie trilspinnen (Pholcidae). De soort komt voor in Sulawesi. 